# Marek Suchý
Marek Suchý (* 29. März 1988 in Prag) ist ein tschechischer Fußballspieler. Der Verteidiger steht beim FK Mladá Boleslav unter Vertrag und ist tschechischer Nationalspieler.

## Vereinskarriere

### Slavia Prag
Marek Suchý spielte bereits mit 17 Jahren in der Gambrinus Liga, der höchsten Spielklasse im tschechischen Fußball. In seiner ersten Profisaison 2005/06 kam er auf 21 Einsätze und wurde zum besten Jungspieler der Saison gewählt, im folgenden Jahr kam er auf 16 Einsätze. Im September 2009 bestritt Suchý im Alter von 21 Jahren sein 100. Erstligaspiel. In der Partie gegen Slovan Liberec, die 1:1 endete, führte er die Mannschaft von Slavia als Kapitän aufs Feld. Danach fungierte er dauerhaft als Mannschaftskapitän.

### Spartak Moskau
In der Saison 2010 spielte Suchý leihweise beim russischen Verein Spartak Moskau. Anschließend wurde er von diesem fest verpflichtet. In 84 Ligaspielen erzielte er fünf Tore. International kam er auf 20 Einsätze in der UEFA Champions League und der UEFA Europa League.

### FC Basel
Seit Januar 2014 stand Suchý leihweise in der Schweizer Super League beim FC Basel 1893 unter Vertrag. Sein Super-League-Debüt gab er am 2. Februar 2014 beim 3:1-Auswärtssieg im Stade Olympique de la Pontaise gegen den FC Lausanne-Sport. Drei Tage später, am 5. Februar 2014, erzielte er sein erstes Tor für den FC Basel: Im Viertelfinale des Schweizer Cup gegen den FC Le Mont markierte er den Treffer zum zwischenzeitlichen 2:0. Ende Saison wurde Suchy Schweizer Meister.
Zum 1. Juli 2014 nutzte der FC Basel seine Kaufoption und schloss mit Suchý einen Dreijahresvertrag ab. Für Suchy und der FCB war die Spielzeit 2014/15 sehr erfolgreich. Das Team beendet den Fussballmeisterschaft 2014/15 zum 18. Mal als Meister (zum 6. Mal in Folge) mit 12 Punkten Vorsprung auf den 2. Platzierten BSC Young Boys und 25 Punkten Vorsprung auf den 3. Platzierten FC Zürich. Basel stand zudem im Final des Schweizer Cups, den es aber gegen FC Sion 0:3 verlor. In der 2014/15 Champions League Saison avancierte Basel bis in den Achtelfinals. Während der Saison bestritt der FC Basel insgesamt 65 Partien (36 Meisterschaft, 6 Cup, 8 Champions League und 15 Testspiele). Unter Trainer Paulo Sousa hatte Suchy insgesamt 48 Einsätze, davon 30 in der Super League, 4 im Cup, 7 in der Champions League, sowie 11 in Testspiele. Er schoss dabei 4 Tore, 1 davon im Super League und 1 in der Champions League. Im Januar 2016 verlängerte er seinen Vertrag vorzeitig bis zum Sommer 2019.
Unter Trainer Urs Fischer gewann Suchý am Ende der Meisterschaft 2015/16 und der Meisterschaft 2016/17 zum dritten und vierten Mal den Meistertitel mit dem FCB. Für den Club war es der 8. Titel in Serie und der insgesamt 20. Titel in der Vereinsgeschichte. Sie gewannen auch den Pokalwettbewerb am 25. Mai 2017 mit drei zu null gegen Sion und somit das Double. Insgesamt lief der Tscheche in fünf Jahren 224-mal in Pflichtspielen für den Verein auf und erzielte 14 Treffer. Zum Ende der Saison 2018/19 verließ Suchý den FC Basel.

### FC Augsburg
Am 8. Juli 2019 unterschrieb der Verteidiger beim deutschen Bundesligisten FC Augsburg einen Vertrag bis zum 30. Juni 2021.

## Nationalmannschaft
Suchý spielte bisher für die tschechischen Juniorenauswahlmannschaften U16, U17, U19, U20 und U21. Im Sommer 2007 wurde er mit der tschechischen U20 Vize-Weltmeister bei der WM in Kanada, an der er wegen einer Gesichtsfraktur, die er sich gegen Luboš Pecka zugezogen hatte, beinahe nicht hätte teilnehmen können. Im März 2009 wurde Suchý erstmals in die tschechische A-Nationalmannschaft einberufen, kam dazumal aber noch nicht zum Einsatz. Sein Debüt gab er schließlich beim Europameisterschafts-Qualifikationsspiel am 8. Oktober 2010 gegen Schottland (1:0).
Bei der Euro 2016 in Frankreich wurde er in das tschechische Aufgebot aufgenommen, obwohl er aufgrund eines Platzverweises im letzten Qualifikationsspiel für die erste Turnierpartie gesperrt war. Er kam aber auch in den übrigen beiden Spielen nicht zum Einsatz und war damit einer von zwei Feldspielern des Kaders, der nicht berücksichtigt wurde. Tschechien schied nach der Gruppenphase aus. Seit 2015 führt Suchý das Team zeitweise als Mannschaftskapitän an.

## Titel und Erfolge
Slavia Prag
- Tschechischer Meister: 2008, 2009

FC Basel
- Schweizer Meister: 2014, 2015, 2016, 2017
- Schweizer Cupsieger: 2017, 2019

Nationalmannschaft
- Zweiter der U20-Weltmeisterschaft: 2007

Persönliche Auszeichnungen
- Bester tschechischer Jungspieler: 2005/06